# Louise Otto

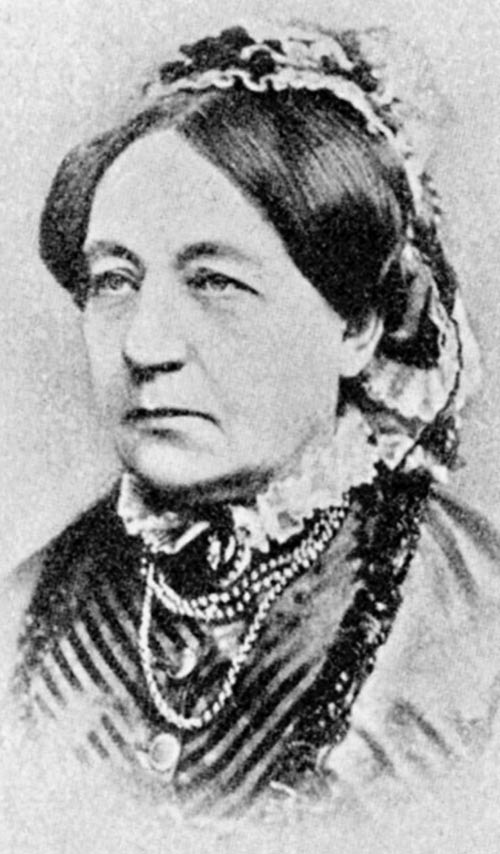
Louise Otto

Louise Otto, född 26 mars 1819 i Meissen, Sachsen, död 13 mars 1895 i Leipzig, var en tysk författare, journalist, redaktör och kvinnorättskämpe.

## Biografi
Louise Otto var född i en överklassfamilj, som dock var liberal, och där hon blev van vid att tala politik. Hon bodde hos sin syster, som var gift med en rik fabrikör. 
1858 gifte hon sig med revolutionären och demokrati-aktivisten August Peters. Hon kallade sig därefter Louise Otto-Peters. 

### Socialist
Louise Otto förfärades över de ohyggliga klassklyftorna under industrialismen och skrev en bok på detta ämne som stoppades av censuren och först publicerades 1847. Den väckte stort uppseende. Hon blev utstött av sin familj och överklassen och blev en känd gestalt inom den demokratiska rörelsen. Hon var socialist:
"Vi vill ha frihet för alla och inte den frihet som vi ha nu, som bara är frihet för dem som har pengar och makt att förtrycka de andra, de som ingenting äger. När alla rika, starka och duktiga finns på den ena sidan och på den andra sidan bara de fattiga, svaga och okunniga, ja, då råder inte frihet utan bara djungelns lag."

### Feminist
Under revolutionerna 1848 uppmärksammade hon, att bland alla de radikala förslag om fackföreningar, demokratiska reformer etc, talade ingen om kvinnors rättigheter. I inlägget Förslag från en tysk flicka sade hon: 
"Ni skall inte tro, att ni kan organisera arbetet tillräckligt om ni bara gör det för männen och inte för kvinnorna. Även om alla andra glömmer att tänka på dem så kommer jag inte att glömma dem."
Det blev populärt under 1848 och fick henne hyllad som frihetshjältinna.   
Hon grundade 1849 en kvinnotidning till stöd för de kvinnor som deltog i de politiska skeendena 1848. Genom tidningen organiserades kvinnogrupper över hela Tyskland. Tidningen utsattes för razzior; 1851 förbjöds kvinnliga redaktörer och journalister i Sachsen, och i Preussen förbjöds kvinnor gå på politiska möten, och tidningen tvingades stänga. 1865 förenades alla de olika kvinnogrupperna till en tysk kvinnoförening ledd av Otto, Allgemeiner Deutscher Frauenverein. Hon talade särskilt om att öppna utbildning och yrken för kvinnor: 
"Det anses oanständigt för en flicka att åhöra föreläsningar i anatomi - men det anses inte stötande, att en gravid eller födande kvinna, i samma sal som många andra kvinnor - undersöks och begapas av en skara unga manliga studerande - det anses bra."

Då ett förslag om kvinnlig rösträtt avslogs på en kongress 1875 sade hon, att kvinnor själva måste ingripa för att få sina rättigheter, för de skulle inte få dem frivilligt från männen. Under 1880-talet hade inte mycket uppnåtts, och hon resignerade och talade de sista åren allt mer om konservativa ideal.          

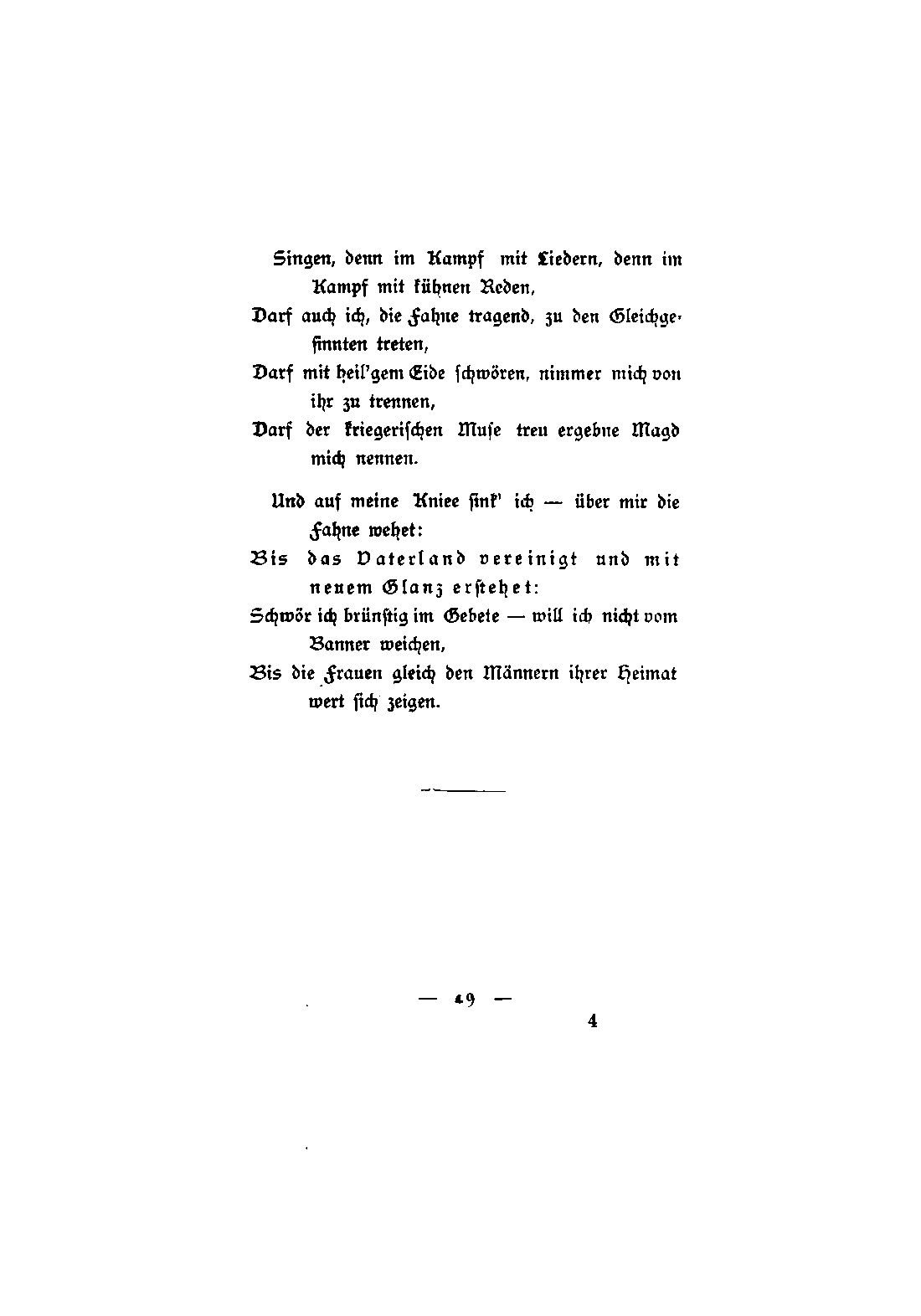
Mein Lebensgang, 1893.

## Citat
"Så förnedrande för en tysk ung kvinna - och ändå mer för Tyskland, att de säger till sina döttrar: se till att ni snart säljer er till en man, som kan underhålla er och som ni i stället kan sköta hushållet åt. Vad era hjärtan säger är likgiltigt. För att uppfylla er "kvinnliga" bestämmelse behöver ni inte vara så noga med era kvinnliga känslor".
"Friheten är odelbar! Därför får fria män inte tåla slavar vid sin sida - och således inte heller slavinnor. Vi måste ifrågasätta alla frihetskämpar, som bara tänker på männen och inte samtidigt företräder kvinnorna."

## Verk (i urval)
- Slott och fabrik (1847)